# Haqqın nuru
Haqqın nuru —llum de la veritat en català— és un setmanari azerbaidjanès religiós i òrgan de l'Oficina musulmana Caucas que es publica des del 12 de març del 2010 en àzeri i rus. Està dirigit als musulmans del Caucas (Azerbaidjan, Geòrgia i les repúbliques autònomes de Daguestan, Txetxènia, Ingúixia, Ossètia del Nord, Kabardino-Balkària, Karatxai-Txerkèssia i Adiguèsia a Rússia).